# Montreux-Jeune
Montreux-Jeune (en alsacià Jungmínschtràl) és un municipi francès, situat a la regió del Gran Est, al departament de l'Alt Rin. L'any 2006 tenia 320 habitants.

## Demografia
| 1962 | 1968 | 1975 | 1982 | 1990 | 1999 |
| ---- | ---- | ---- | ---- | ---- | ---- |
| 148  | 202  | 240  | 260  | 262  | 274  |

## Administració
| Període | Identitat       | Partit |
| ------- | --------------- | ------ |
| 2001-   | Michel Herrgott |        |